# 若松 (我孫子市)
若松（わかまつ）は、千葉県我孫子市の大字。郵便番号は270-1147。

## 地理
北は緑、寿、東は我孫子新田、南は箕輪新田、南西は大井新田、西は我孫子新田に隣接している。

### 地価
住宅地の地価は、2017年（平成29年）の公示地価によれば、若松171番12 の地点で10万3000円/m2となっている。

## 世帯数と人口
2017年（平成29年）4月1日現在の世帯数と人口は以下の通りである。
| 大字 | 世帯数  | 人口    |
| ---- | ------- | ------- |
| 若松 | 958世帯 | 2,193人 |

## 小・中学校の学区
市立小・中学校に通う場合、学区は以下の通りとなる。
| 地域 | 小学校                     | 中学校               |
| ---- | -------------------------- | -------------------- |
| 全域 | 我孫子市立我孫子第一小学校 | 我孫子市立白山中学校 |

## 施設
- 千葉県立我孫子高等学校
- 手賀沼公園
- 我孫子市生涯学習センター「アビスタ」
  - 我孫子市民図書館
- 若松1号公園
- 若松2号公園
- 若松3号公園
- 若松4号公園

## 交通

### 道路
- 主要地方道
  - 千葉県道8号船橋我孫子線
    - 手賀大橋